# Canomaculina pilosa
Canomaculina pilosa är en lavart som först beskrevs av Stizenb., och fick sitt nu gällande namn av Elix & Hale. Canomaculina pilosa ingår i släktet Canomaculina och familjen Parmeliaceae.   Inga underarter finns listade i Catalogue of Life.